# Ernst Kaeber

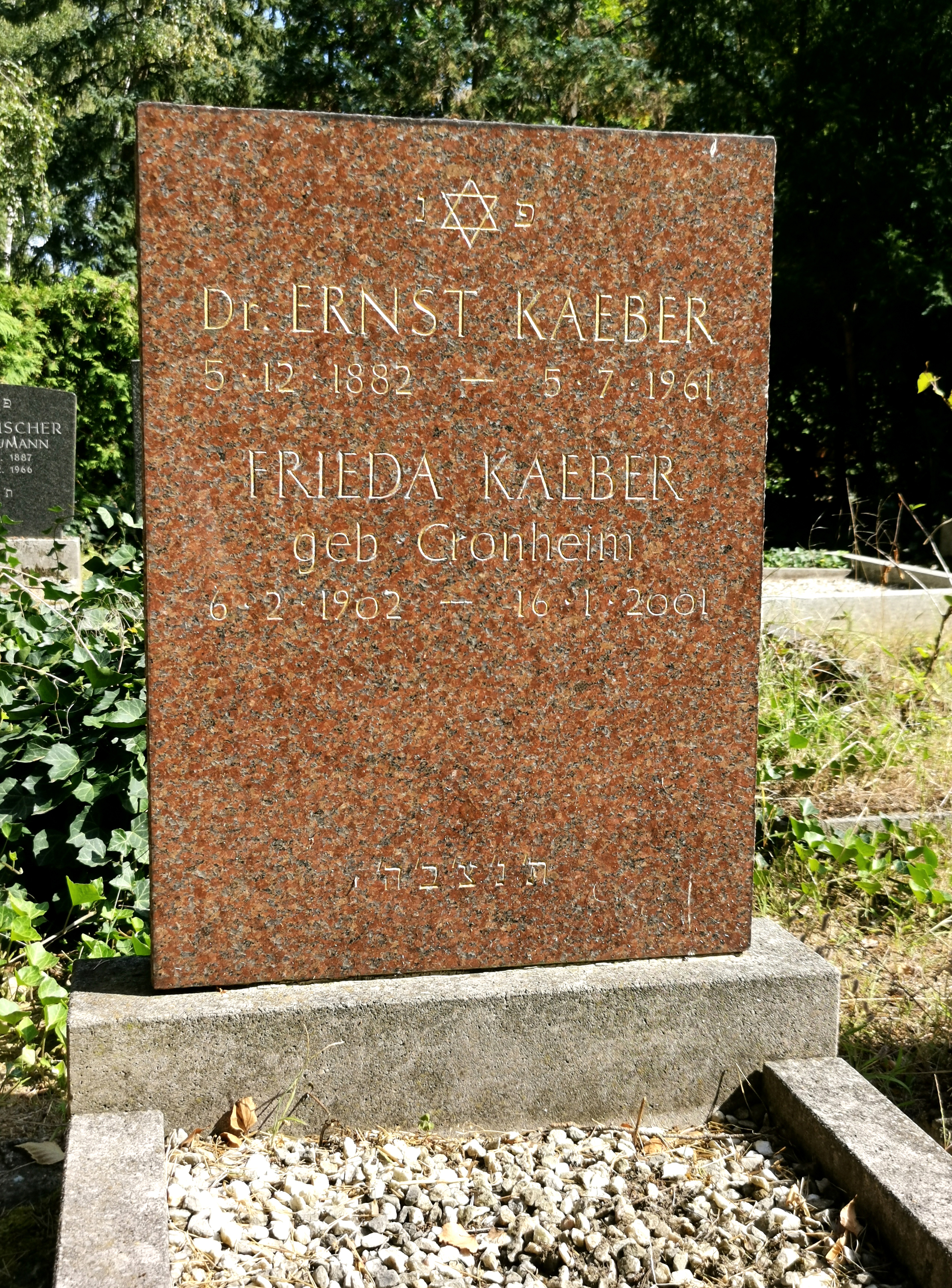
Grab der Eheleute Kaeber auf dem Jüdischen Friedhof Heerstraße (Feld S III Reihe 3)

Ernst Kaeber (* 5. Dezember 1882 in Charlottenburg; † 5. Juli 1961 in Berlin) war ein deutscher Historiker und Direktor des Berliner Landesarchivs.

## Leben

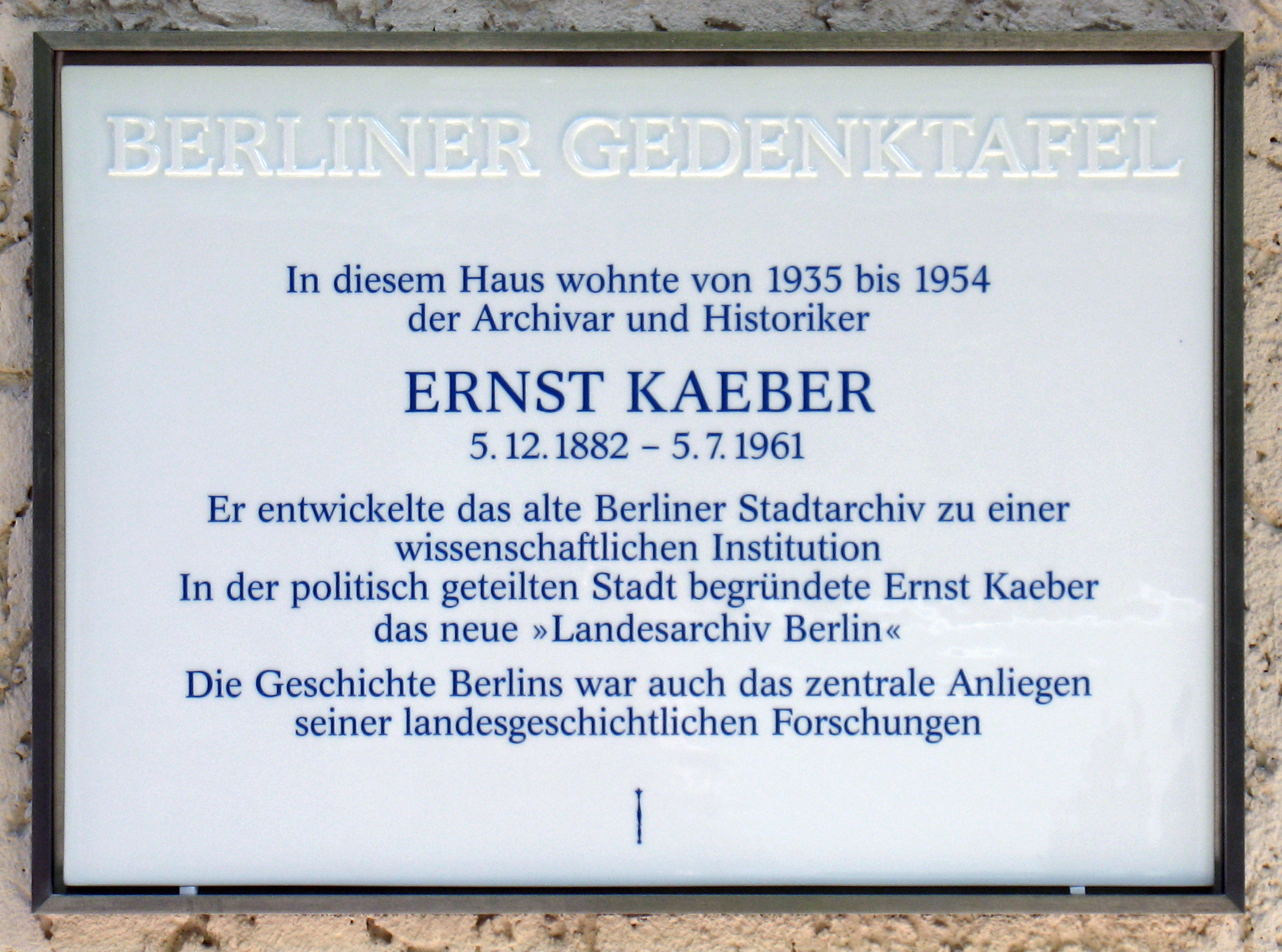
Gedenktafel in Berlin-Moabit, Dortmunder Straße 6

Kaeber war Sohn des Direktors der Charlottenburger Wasserwerke Friedrich Kaeber. Er besuchte das Städtische Realgymnasium in Charlottenburg sowie das Joachimsthalsche Gymnasium. Anschließend studierte er Geschichte und neuere Sprachen in Berlin und Königsberg. 1906 wurde er in Berlin von Otto Hintze promoviert. Auf Empfehlung seines Doktorvaters fand er 1907 eine Anstellung als Volontär im Geheimen Staatsarchiv in Berlin. Er bestand die Prüfung für den höheren Archivdienst am 19. Mai 1908 mit Auszeichnung.
Nachdem Paul Clauswitz aus dem Amt des Berliner Stadtarchivars ausgeschieden war, bewarb sich Kaeber erfolgreich und wurde zum 1. April 1913 berufen. Er professionalisierte das Stadtarchiv in den folgenden Jahrzehnten, laut dem Berliner Kulturstaatssekretär André Schmitz gilt er als „eigentlicher Begründer des heutigen Landesarchivs“. Von 1915 bis 1918 kämpfte er im Ersten Weltkrieg, wodurch er erst 1919 intensiv in die Arbeit einsteigen konnte. Die Feier zum 700-jährigen Bestehen der Stadt Berlin im Jahr 1937 wurde maßgeblich von ihm initiiert.
Als Mitglied der Deutschen Demokratischen Partei war er von 1925 bis 1933 Abgeordneter der Bezirksversammlung in Berlin-Tiergarten. 1929 heiratete er Frieda Cronheim. Als sich Kaeber weigerte, sich von seiner jüdischen Ehefrau zu trennen, wurde er ohne Zahlung einer Rente zum 1. Oktober 1937 zwangspensioniert. In den Folgejahren lebten er, seine Frau und die verwitwete Schwiegermutter Paula Cronheim von den Hinterlassenschaften seines Schwiegervaters Ludwig Cronheim. Seit 1942 war er wissenschaftlicher Mitarbeiter an der Archivberatungsstelle beim GStA; ab Juni 1945, wenige Wochen nach Kriegsende, leitete Kaeber wieder das Stadtarchiv. 1949/50 baute er das Archiv in West-Berlin wieder auf. Ende März 1950 wurde er pensioniert, aber bereits am 1. August 1952 als Stadtarchivdirektor wieder eingesetzt. Zum 31. August 1955 ging er mit fast 73 Jahren in den Ruhestand.
Kaeber trat mit seinem Amtsantritt 1913 auch in den Verein für die Geschichte Berlins ein. Seit 1926 engagierte er sich ehrenamtlich in unterschiedlichen Ämtern. Selbst als er 1937 alle offiziellen Ämter im Verein niederlegte, betreute er weiterhin die Vereinsbibliothek. Ab 1953 war er wieder stellvertretender Vorsitzender und ab 1960 ein Beisitzer des Vorstandes.
Seine Urne wurde im Parkfriedhof Lichterfelde beigesetzt, jedoch 1988 auf den Jüdischen Friedhof Heerstraße umgebettet.

## Ehrungen
- 1937: Fidicin-Medaille des Vereins für die Geschichte Berlins[4]
- 1955: Bundesverdienstkreuz 1. Klasse[5]
- 1960: Ehrenmitglied des Vereins für die Geschichte Berlins[6]
- 2011: Gedenktafel der Stadt Berlin[7]

## Werke (Auswahl)
Monographien
- Die Idee des europäischen Gleichgewichts in der publizistischen Literatur vom 16. bis zur Mitte des 18. Jahrhunderts. Berlin 1906 (Dissertation).
- Berlin im Weltkriege. Fünf Jahre städtische Kriegsarbeit Auf Anforderung von Oberbürgermeister Adolf Wermuth. Berlin 1921.
- Berlin 1848. Zur Hundertjahrfeier der Märzrevolution im Auftrage des Magistrats von Gross-Berlin. Berlin 1948.
  - Berlin 1848. Ergänzte Neuausgabe: Berlin 2023, ISBN 978-3-945980-81-1; autonomie-und-chaos.de (PDF; 2,4 MB).

Herausgeber 
- Berlinische Bücher. Ab 1927 (Begründer der Schriftenreihe).
- Mitteilungen des Vereins für die Geschichte Berlins. 1932–1937. Digitalisierung: Zentral- und Landesbibliothek Berlin.
- Die Bürgerbücher und Bürgerprotokollbücher Berlins von 1701–1750. Berlin 1934 (= Quellen und Forschungen der Geschichte Berlins, Band 4). urn:nbn:de:kobv:109-1-15445148
- Bausteine zur Geschichte eines Weltstadt-Bezirks. Berlin-Lichtenberg 1935.
- Jahrbuch des Vereins für die Geschichte Berlins. 1951–1961 (ab 1952 mit Walther G. Oschilewski).

Aufsätze
- Geistige Strömungen in Berlin zur Zeit Friedrichs des Großen. In: Forschungen zur Brandenburgischen und Preußischen Geschichte. Band 54, 1943, S. 257–303.
- Die Oberbürgermeister Berlins seit der Steinschen Städteordnung. In: Jahrbuch des Vereins für die Geschichte Berlins. Folge 2, Berlin 1952.
- Erinnerungen an das Stadtarchiv Berlin. Zugleich eine Skizze der Geschichte des Archivs. In: Der Bär von Berlin. Jahrbuch des Vereins für die Geschichte Berlins. Folge 10, Berlin 1961.
- Beiträge zur Berliner Geschichte. Ausgewählte Aufsätze (= Veröffentlichung der Historischen Kommission zu Berlin. Band 14). Berlin 1964, bearbeitet von Werner Vogel; books.google.de.